# Williamina Fleming
Williamina Fleming (Dundee, Tayside, Skócia, 1857. május 15. – Boston, Massachusetts, 1911. május 21.)  amerikai csillagász. Teljes neve  Williamina Paton Stevens Fleming.

## Életpálya
Házasságát követően 1878-ban kivándoroltak Amerikába. Házvezetőnőként Edward Charles Pickeringnél helyezkedett el, aki a Harvard Egyetem Obszervatóriumának igazgatója volt. 1881-től obszervatóriumi munkatárs. 1898-tól a harvardi egyetem  csillagászati fényképek gondnoka. A Pickering-Fleming-rendszer néven ismertté vált technikával az égi felvételek tízezreit tanulmányozta. Ezeket a New York-i amatőrcsillagász, Henry Draper emlékének szentelt program keretében készítették. Korának vezető csillagásznőjévé vált.

## Kutatási területei
A csillagszínkép-felvételek osztályozása. Több, mint 200 különböző csillag színképét írta le, leghíresebb munkájában 10.351 csillagot kategorizált. E 17 kategóriát 1890-ben tették közzé, a Draper Catalogue of Stellar Spectra című kiadványban. A csillagok változó fényességének mérésére ő alkotta meg a magnitúdó (látszó fényesség) első fényképészeti szabványát.

## Szakmai sikerek
1906-ban tagjává választotta a Királyi Csillagászati Társaság; az első amerikai nő volt a tagok között.